# آرسن آغجابیگ‌اف
آرسن آغجابیگ‌اف (ترکی آذربایجانی: Arsen Ağcabəyov؛ زادهٔ ۱۱ سپتامبر ۲۰۰۰) بازیکن فوتبال است.
وی همچنین در تیم ملی فوتبال زیر ۲۱ سال جمهوری آذربایجان بازی کرده‌است.